# 西義陽郡
西义阳郡，中国南北朝时设置的郡。
南朝梁置西义阳郡，治所在今河南省桐柏县东固县镇西。属于华州，华州下辖上川郡、西义阳郡。梁元帝承圣元年（552年），西魏从南梁手中夺得西义阳郡。北周废除西义阳郡，地入纯州上川郡义乡县。